# Rezerwat przyrody Kulka
Rezerwat przyrody Kulka – rezerwat florystyczny położony na terenie gminy Dźwierzuty, w powiecie szczycieńskim, w województwie warmińsko-mazurskim, około 1 km od miejscowości Orzyny. Leży na terenie leśnictwa Kulka w Nadleśnictwie Korpele.
Utworzony w 1955 roku dla zachowania fragmentu lasu mieszanego ze stanowiskami flory pontyjskiej i roślin chronionych. Zajmuje powierzchnię 12,67 ha (akt powołujący podawał 12,15 ha). Rezerwat ciągnie się wąskim pasem o długości około 2,5 km wzdłuż wschodniego brzegu jeziora Łęsk.
Rezerwat nie posiada planu ochrony, obowiązują w nim jednak zadania ochronne, na mocy których obszar rezerwatu podlega ochronie czynnej.

## Flora
- sasanka łąkowa (Pulsatilla pratensis)
- sparceta piaskowa (Onobrychis arenaria)
- groszek czerniejący (Lathyrus niger)
- driakiew żółta (Scabiosa ochroleuca)
- pięciornik piaskowy (Potentilla arenaria)
- gorysz pagórkowy (Peucedanum oreoselinum)
- ciemiężyk białokwiatowy (Vincetoxicum officinale)

## Zespoły leśne
- grąd o charakterze lasu dębowo-grabowego
- bór mieszany